# 제임스 H. 콘
제임스 H. 콘(James Hal Cone, 1936년 8월 5일 ~ 2018년 4월 28일) 는 미국의 신학자이며 흑인 신학과 흑인 해방 신학의 주창자로 가장 잘 알려져 있다. 1969년 자신의 책 Black Theology and Black Power에서 흑인 교회에서 신학의 구별성을 정의하였다.  그는 유니온 신학교에서 조직신학을 강의하였다 .

## 신학방법
콘의 신학적 방법론은 해방신학의 해석학적 방법과 함께한다.

### 신학적 영향
특별히 그가 영향은 받은 사람들 포이에르바하와 칼 막스이다. 지식사회학에 학문적 도움이 많았다. 특별히 흑인 중심의 신학적 주제에 초점을 두었다. 그의 책가운데 <기독교와 흑인 파워>(Christianity and Black Power)를 발표하여 백인 중심의 미국 신학계에 일대 충격을 불러왔고, 이후 <예수와 흑인혁명>(Black Theology and Black Power), <눌린 자의 하느님>( God of the Oppressed), <나의 혼을 돌이키며>(My Soul Looks Back)가 있다.

### 신학방법의 자료
흑인을 해방하는 관점에서 성경과 신학의 해석학을 시도한다. 그의 삶을 철저하게 신학적 소재로 사용하였다.
콘의 신학은 철저하게 자전적이며, 실천적이라고 할 수 있는 데 그는 어린 시절 아칸소주의 가난한 흑인동네 비어든에서의 성령체험을 한다. 그리고 그 흑인의 삶과 절망 희망을 바탕한 경험을 컨택스트를 신학적 재료로 사용해왔다. 거의 모든 신학자들의 영광을 포기하고 그는 자신의 처지와 가난을 소중한 것으로 간직한 간증의 신학자였다.

### 신학의 전제
콘은 흑인들의 신학과 신앙이 그들을 노예로 만든 백인들의 신학과 신앙과 결코 같을 수 없다는 전제를 갖고 출발한다. 콘에게 있어 신학은 "하느님의 백성, 특히 억압 속에 살아왔던 흑인들이 세상 속에서 자유를 쟁취하는 과정에서 경험하는 것들을 해석학적으로 밝히는 작업" 이었다.

### 신학자의 책임
그는 신학자란 자신의 영광이 아닌 하나님이 백성들의 억압과 해방 경험을 그리스도의 고통과 부활의 맥락 속에서 재해석하고, 하느님의 해방 사업에 참여하는 행동(praxis)이 어떤 것인가 명료하게 밝혀 주는 것이라고 주장한다.   콘의 신학이 해방 전통에 서 있는 다른 신학자들과 구분되는 지점은 고통을 이해하고 표현하는 방식이다. 콘이 1969년에 낸 대표작인 "눌린 자의 하느님"  은 이화여대 현영학 교수가 번역한 이래 <흑인 영가와 블루스>(The Spirituals and the Blues)도 나왔다.

## 같이 보기
- 구스타보 구티에레스